# إقليم دسوق

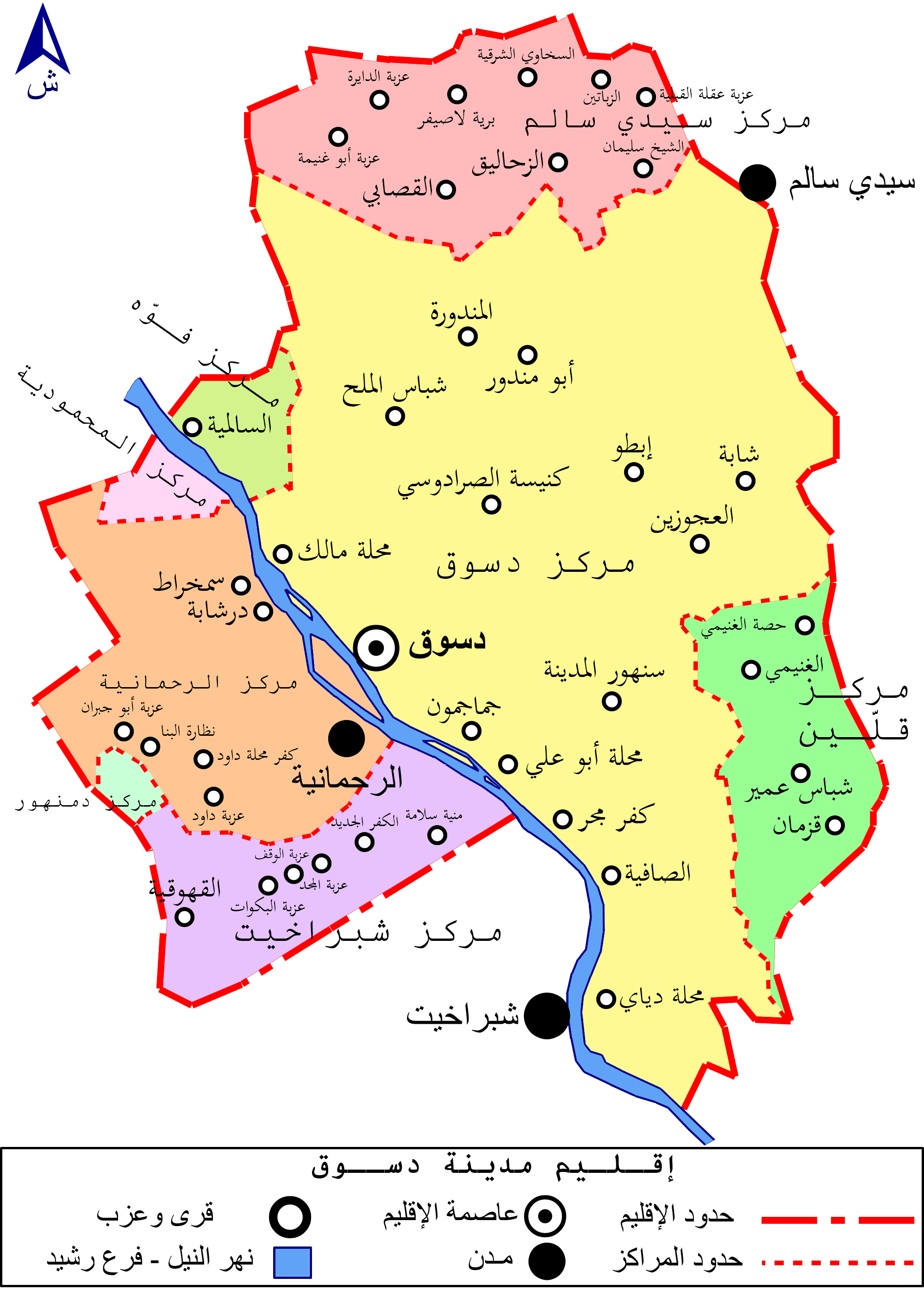
إقليم مدينة دسوق بحسب وزارة الإسكان عام 2006.

إقليم دسوق، إقليم فرعي ذو نفوذ جغرافي واقتصادي. يقع الإقليم في أقصى شمال دلتا مصر على ضفتي نهر النيل (فرع رشيد)، ويضم مركزين إداريين (دسوق، الرحمانية)، مع اقتطاعات من مراكز أخرى محيطة (سيدي سالم، قلين، فوّه، المحمودية، شبراخيت، دمنهور)، مدينة دسوق عاصمة الإقليم وأكبر المدن، أما المدن الأخرى الواقعة داخل نطاق نفوذ الإقليم هي الرحمانية وسيدي سالم.
يتم اعتبار الإقليم من قبل الحكومة المصرية على حسب الارتباط التاريخي والمعنوي بجانب والامتداد الجغرافي والاقتصادي لأقدم المدن بالإقليم.

## معرض الصور

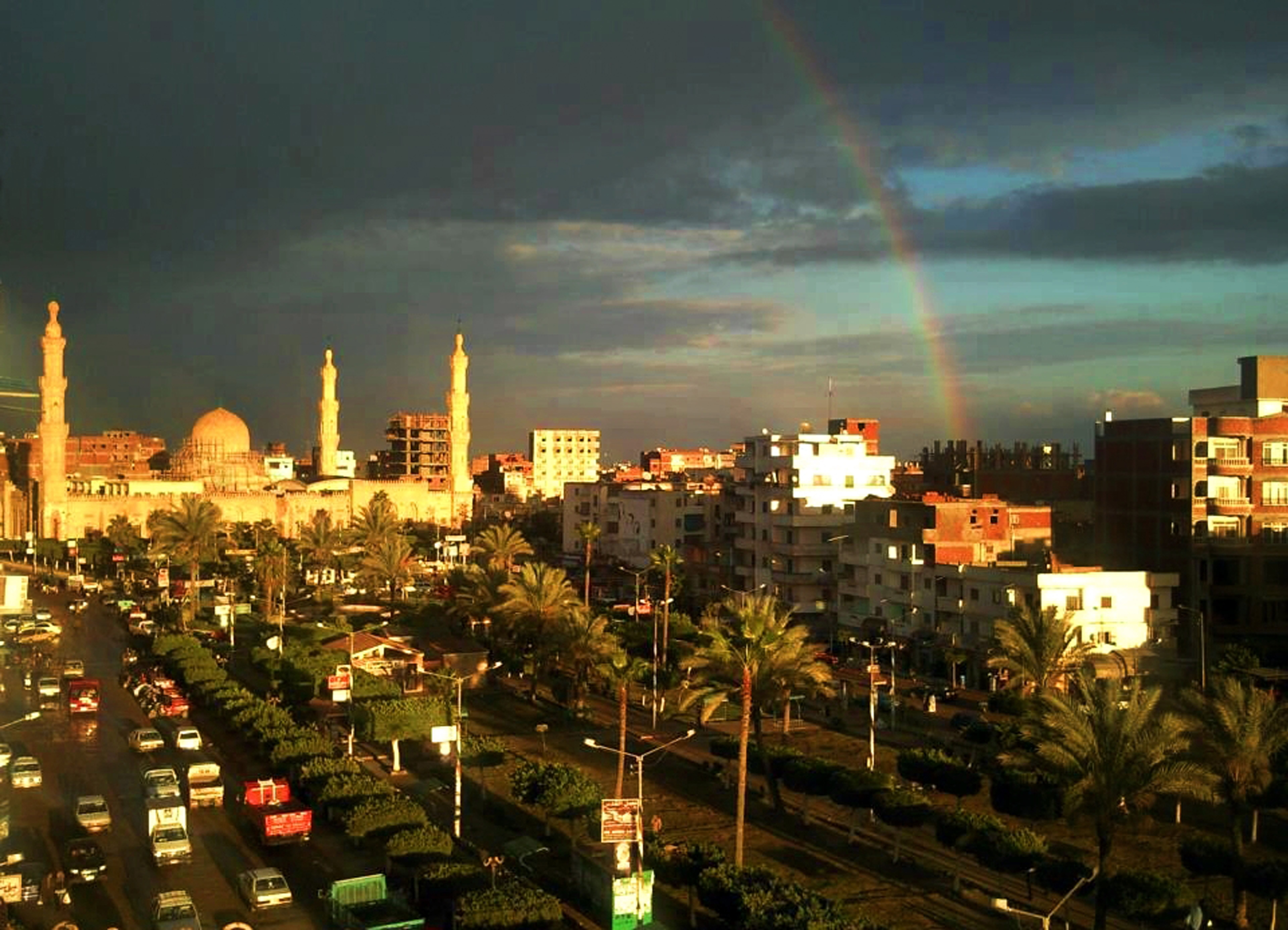
مدينة دسوق عاصمة الإقليم
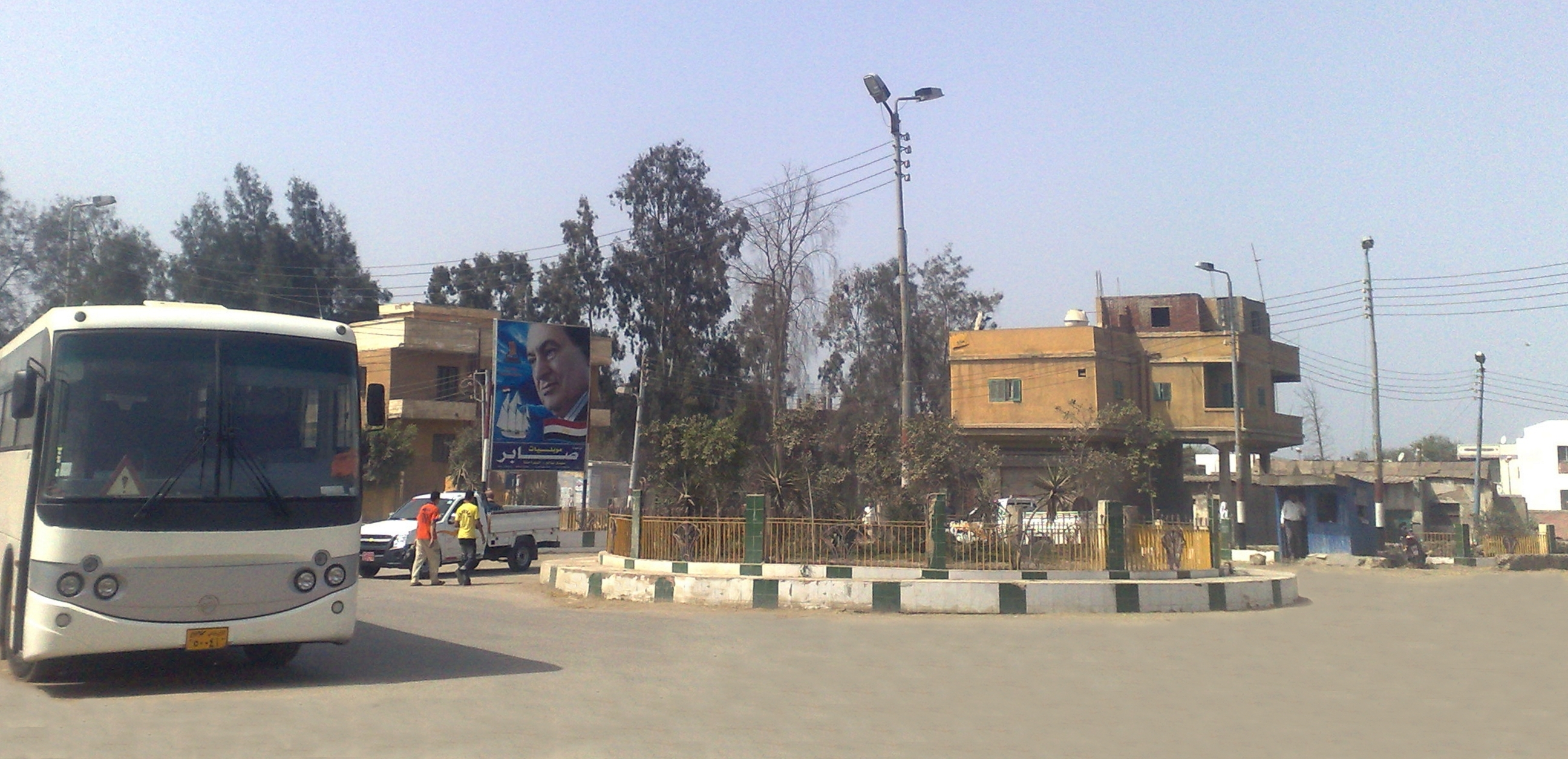
مدينة سيدي سالم
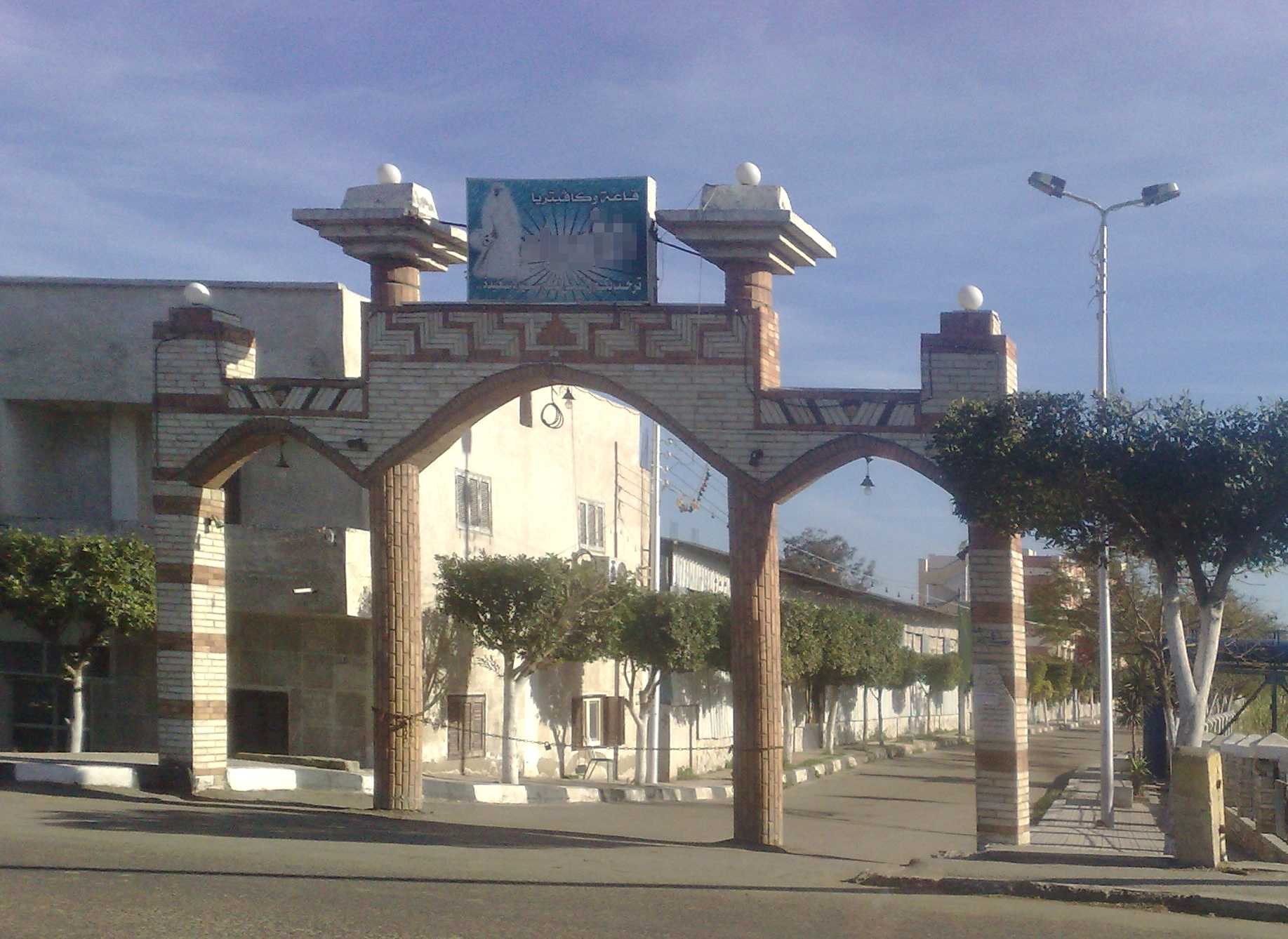
مدينة الرحمانية